# 大红牙笔螺
大红牙笔螺（学名：Tiarella papalis），是新腹足目笔螺科Tiarella属的一种。主要分布于印度尼西亚、中国大陆、台湾，常栖息于低潮线下。